# Белвју (Тексас)
Белвју (енгл. Bellevue) град је у америчкој савезној држави Тексас. По попису становништва из 2010. у њему је живело 362 становника.

## Демографија
Према попису становништва из 2010. у граду је живело 362 становника, што је 24 (6,2%) становника мање него 2000. године.
| Група             | 2000.       | 2010.       |
| Белци             | 362 (93,8%) | 349 (96,4%) |
| Афроамериканци    | 0 (0,0%)    | 2 (0,6%)    |
| Азијати           | 0 (0,0%)    | 0 (0,0%)    |
| Хиспаноамериканци | 10 (2,6%)   | 7 (1,9%)    |
| Укупно            | 386         | 362         |